# Teorema de Campbell
En la teoria de la probabilitat i l'estadística, el teorema de Campbell o el teorema de Campbell-Hardy és una equació particular o un conjunt de resultats relacionats amb l'expectativa d'una funció sumada sobre un procés puntual a una integral que implica la mesura mitjana del procés puntual, que permet el càlcul del valor esperat i la variància de la suma aleatòria. Una versió del teorema, també coneguda com la fórmula de Campbell, :28 implica una equació integral per a la suma esmentada sobre un procés general de punts, i no necessàriament un procés de punts de Poisson. També existeixen equacions que impliquen mesures de moment i mesures de moment factorial que es consideren versions de la fórmula de Campbell. Tots aquests resultats s'utilitzen en probabilitat i estadística amb una importància particular en la teoria dels processos puntuals i la teoria de la cua així com en els camps relacionats geometria estocàstica, teoria de la percolació del continu i estadística espacial.
Un altre resultat amb el nom de teorema de Campbell és específicament per al procés del punt de Poisson i proporciona un mètode per calcular moments així com la funcional de Laplace d'un procés del punt de Poisson.
El nom d'ambdós teoremes prové del treball de Norman R. Campbell sobre el soroll termoiònic, també conegut com a soroll de tir, en tubs de buit, que es va inspirar en part en el treball d'Ernest Rutherford. i Hans Geiger sobre la detecció de partícules alfa, on el procés del punt de Poisson va sorgir com a solució a una família d'equacions diferencials de Harry Bateman. En el treball de Campbell, presenta els moments i les funcions generadores de la suma aleatòria d'un procés de Poisson sobre la línia real, però remarca que l'argument matemàtic principal es va deure a GH Hardy, que ha inspirat que el resultat s'anomena de vegades Campbell-Hardy. teorema.

## Rerefons
Per a un procés puntual {\displaystyle N} definit a l'espai euclidià d-dimensional {\displaystyle {\textbf {R}}^{d}},  El teorema de Campbell ofereix una manera de calcular les expectatives d'una funció de valor real {\displaystyle f} definit també a {\displaystyle {\textbf {R}}^{d}} i resumida {\displaystyle N}, és a dir:
{\displaystyle \operatorname {E} \left[\sum _{x\in N}f(x)\right],}
on {\displaystyle E} denota l'expectativa i la notació de conjunt s'utilitza de manera que {\displaystyle N} es considera com un conjunt aleatori (vegeu Notació del procés de punt). Per a un procés puntual {\displaystyle N}, el teorema de Campbell relaciona l'expectativa anterior amb la mesura d'intensitat {\displaystyle \Lambda }. En relació amb un conjunt B de Borel la mesura d'intensitat de {\displaystyle N} es defineix com:
{\displaystyle \Lambda (B)=\operatorname {E} [N(B)],}
on la notació de mesura s'utilitza de manera que {\displaystyle N} es considera una mesura de recompte aleatori. La quantitat {\displaystyle \Lambda (B)} es pot interpretar com el nombre mitjà de punts del procés de punts {\displaystyle N} situat al conjunt B.

## Primera definició: procés general de punts
Una versió del teorema de Campbell és per a un procés de punts general (no necessàriament simple). {\displaystyle N} amb mesura d'intensitat:
{\displaystyle \Lambda (B)=\operatorname {E} [N(B)],}
es coneix com la fórmula de Campbell o el teorema de Campbell,   que proporciona un mètode per calcular les expectatives de sumes de funcions mesurables {\displaystyle f} amb rangs a la línia real. Més concretament, per a un procés puntual {\displaystyle N} i una funció mesurable {\displaystyle f:{\textbf {R}}^{d}\rightarrow {\textbf {R}}}, la suma de {\displaystyle f} sobre el procés puntual ve donat per l'equació:
{\displaystyle E\left[\sum _{x\in N}f(x)\right]=\int _{{\textbf {R}}^{d}}f(x)\Lambda (dx),}
on si un costat de l'equació és finit, l'altre costat també ho és. Aquesta equació és essencialment una aplicació del teorema de Fubini  i s'aplica a una àmplia classe de processos puntuals, senzills o no. Depenent de la notació integral, aquesta integral també es pot escriure com:
{\displaystyle \operatorname {E} \left[\sum _{x\in N}f(x)\right]=\int _{{\textbf {R}}^{d}}f\,d\Lambda ,}
Si la mesura d'intensitat {\displaystyle \Lambda } d'un procés puntual {\displaystyle N} té una densitat {\displaystyle \lambda (x)}, llavors la fórmula de Campbell es converteix en:{\displaystyle \operatorname {E} \left[\sum _{x\in N}f(x)\right]=\int _{{\textbf {R}}^{d}}f(x)\lambda (x)\,dx}

## Aplicacions: Sumes aleatòries
El teorema de Campbell per als processos puntuals generals ofereix un mètode per calcular l'expectativa d'una funció d'un punt (d'un procés puntual) sumada sobre tots els punts del procés puntual. Aquestes sumes aleatòries sobre processos puntuals tenen aplicacions en moltes àrees on s'utilitzen com a models matemàtics.

#### Soroll de granalla
Campbell va estudiar originalment un problema de sumes aleatòries motivades per la comprensió del soroll termoiònic a les vàlvules, que també es coneix com a soroll de tir. En conseqüència, l'estudi de sumes aleatòries de funcions sobre processos puntuals es coneix com a soroll de tir en probabilitat i, particularment, teoria de processos puntuals.

### Interferències en xarxes sense fil
En la comunicació de xarxa sense fil, quan un transmissor intenta enviar un senyal a un receptor, tots els altres transmissors de la xarxa es poden considerar com a interferències, la qual cosa suposa un problema similar al que fa el soroll a les xarxes de telecomunicacions per cable tradicionals pel que fa a la capacitat de enviar dades basades en la teoria de la informació. Si se suposa que el posicionament dels transmissors interferents forma algun procés puntual, es pot utilitzar el soroll de tir per modelar la suma dels seus senyals interferents, la qual cosa ha donat lloc a models de geometria estocàstica de xarxes sense fil.

### Neurociència
L'entrada total a les neurones és la suma de moltes entrades sinàptiques amb cursos de temps similars. Quan les entrades es modelen com un procés de punt de Poisson independent, el corrent mitjà i la seva variància es donen pel teorema de Campbell. Una extensió comuna és considerar una suma amb amplituds aleatòries.